# قائمة البعثات الدبلوماسية لأندورا

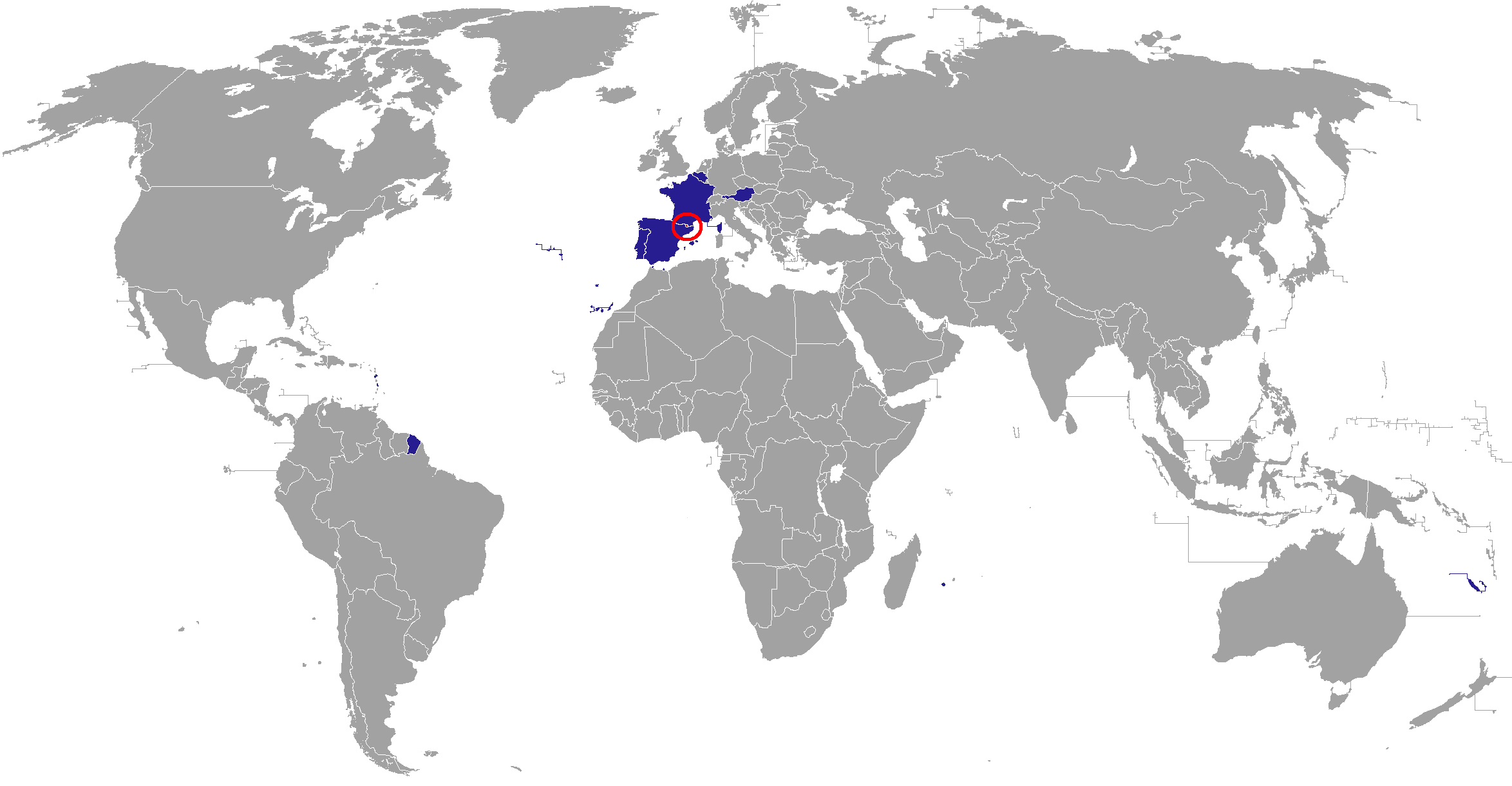
البعثات الدبلوماسية لأندورا

هذه قائمة البعثات الدبلوماسية لأندورا . لأندورا عدد محدود من البعثات الدبلوماسية، مع بعض البعثات إلى المنظمات متعددة الأطراف. تشمل مهمتها في بروكسل العلاقات الثنائية مع الاتحاد الأوروبي ودول البنلوكس وألمانيا. تضم البعثة الأندورية في مدينة نيويورك العلاقات الثنائية مع الولايات المتحدة وكندا والمكسيك، كما تمثل أندورا في الأمم المتحدة.

## أوروبا
- النمسا
  - فيينا (سفارة)
- بلجيكا
  - بروكسل (سفارة)
- فرنسا
  - باريس (سفارة)
- البرتغال
  - لشبونة (سفارة)
- إسبانيا
  - مدريد (سفارة)

## معرض الصور

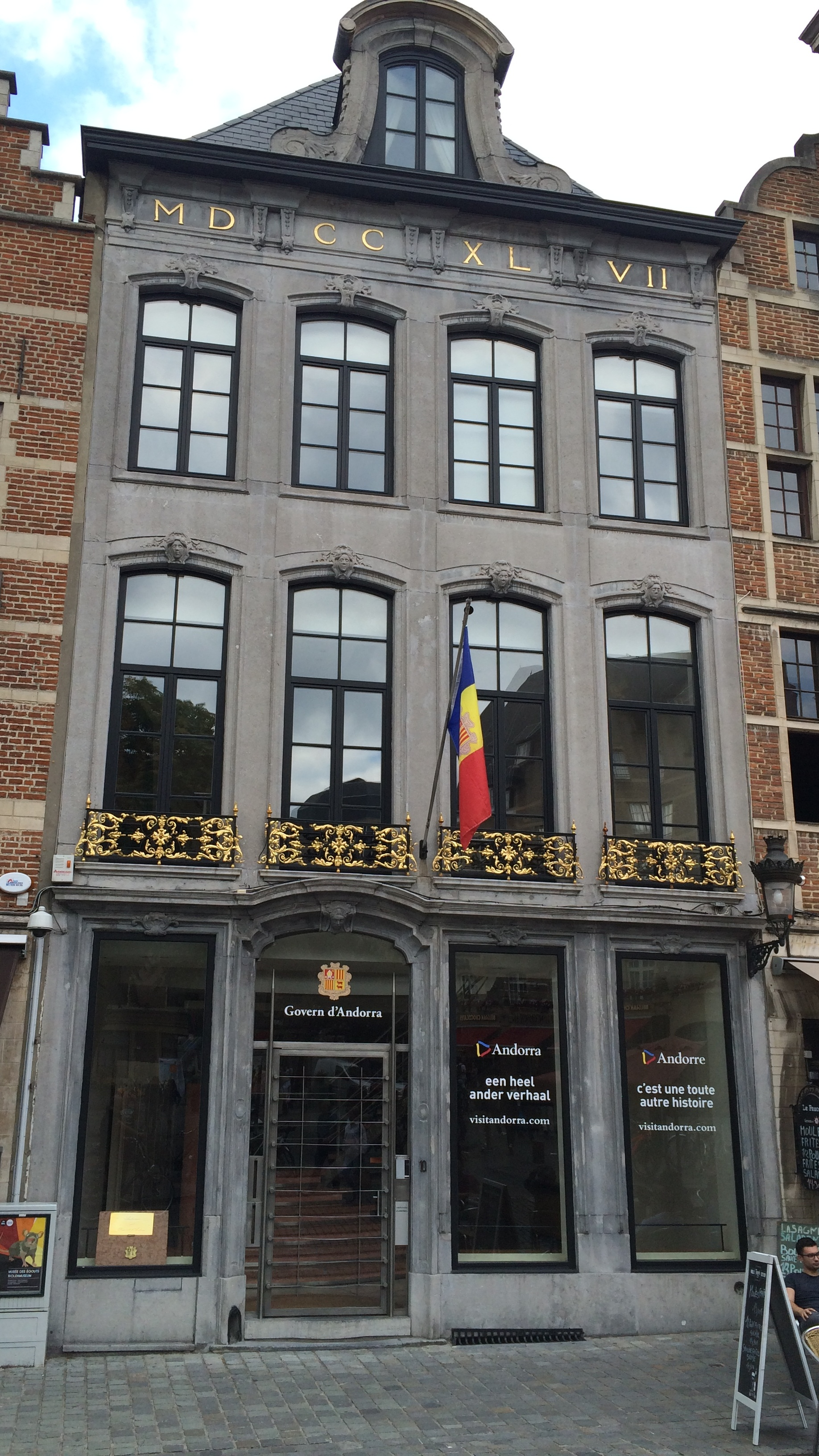
السفارة في بروكسل
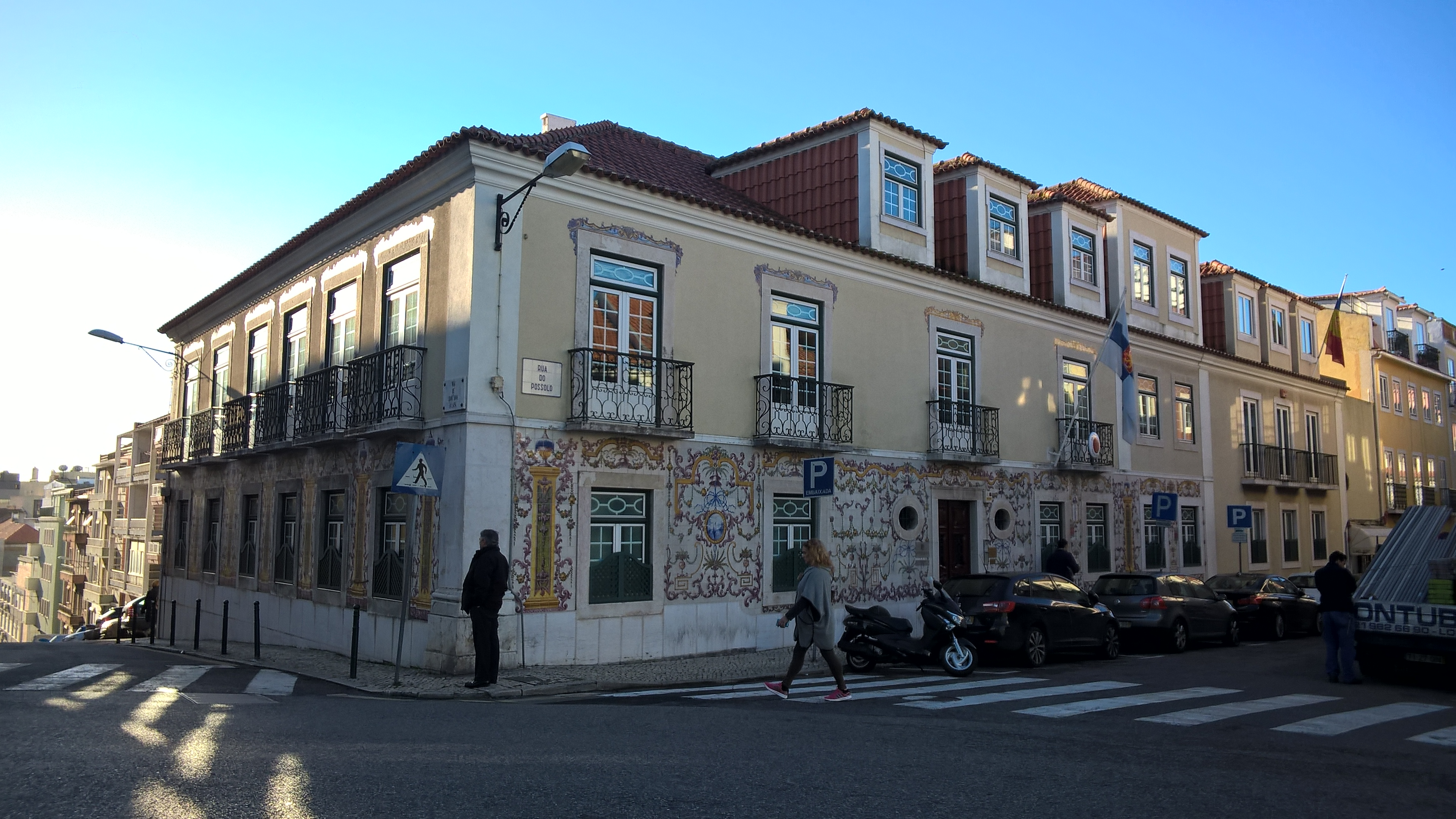
السفارة في لشبونة
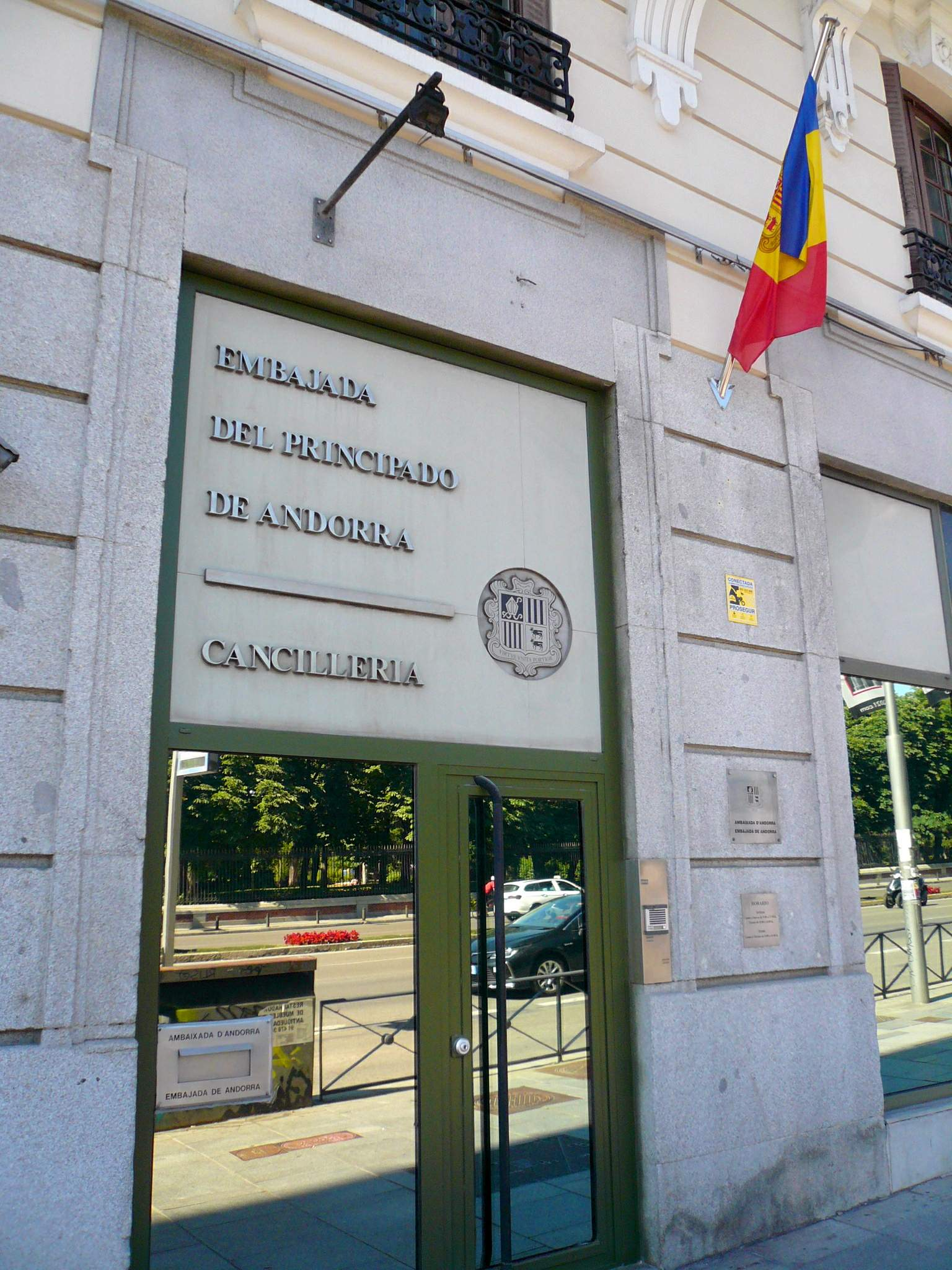
السفارة في مدريد
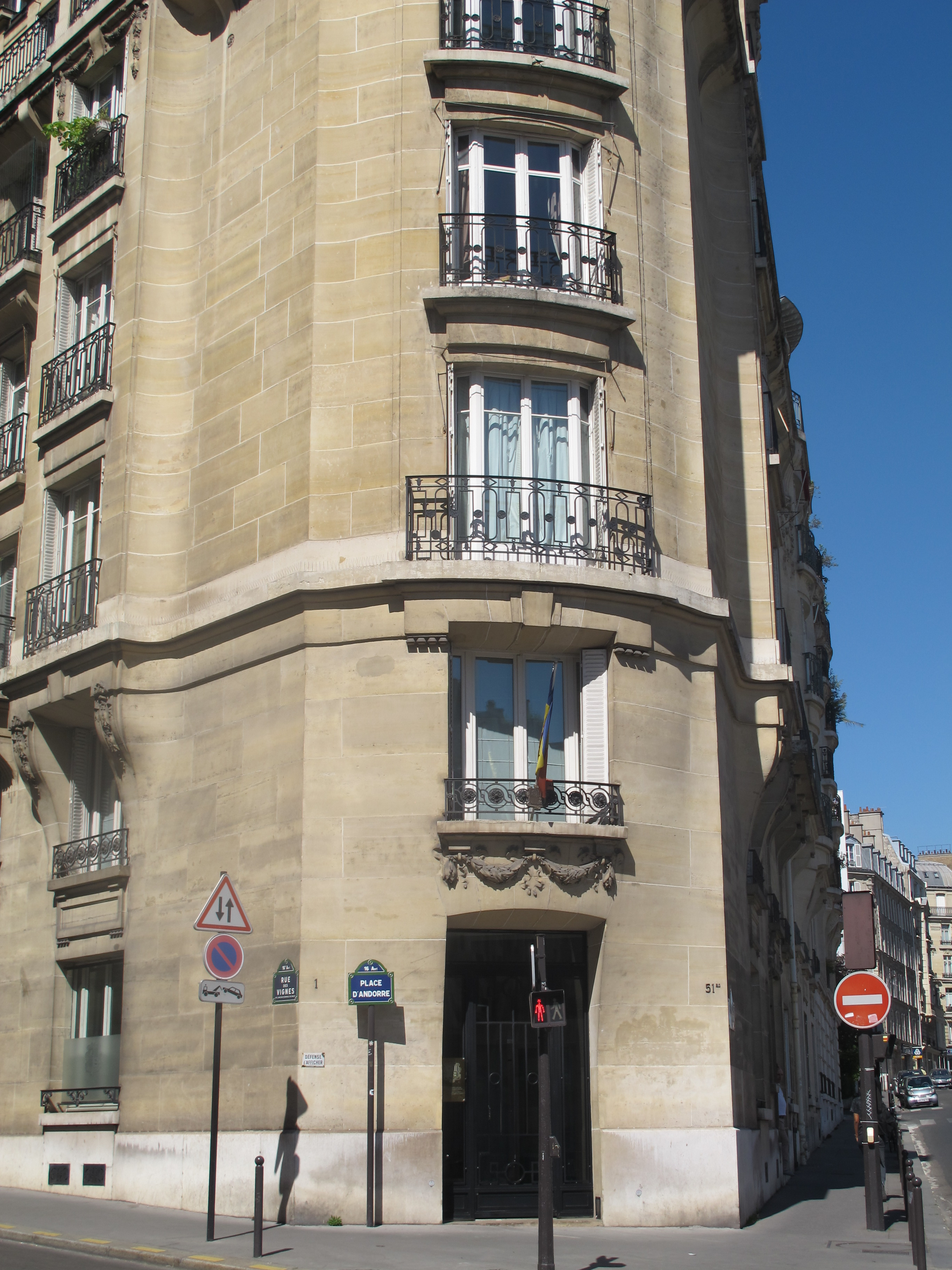
السفارة في باريس
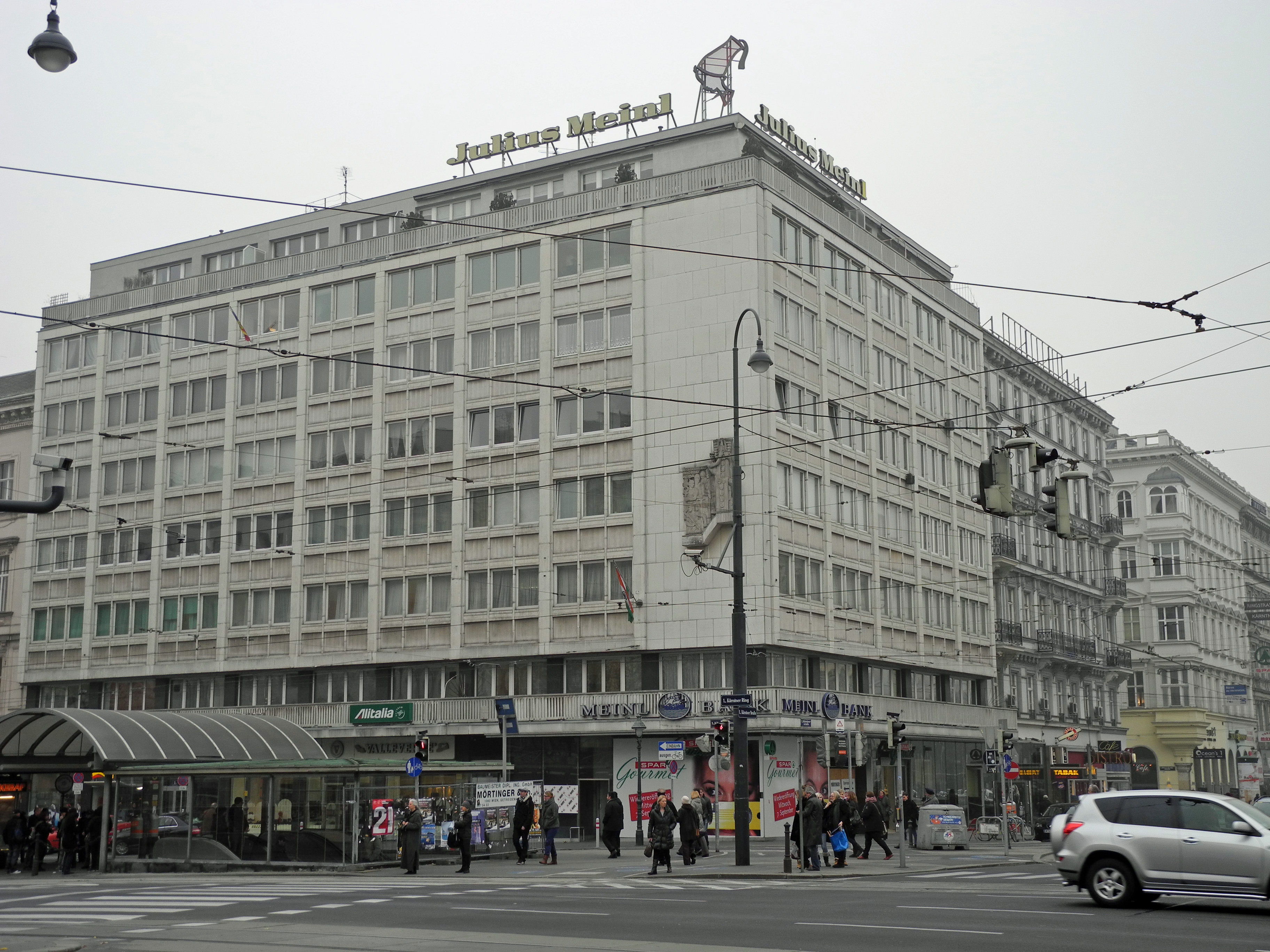
مبنى السفارة في فيينا

## المنظمات متعددة الأطراف
- مجلس أوروبا
  - ستراسبورغ (تمثيلية)
- الاتحاد الأوروبي
  - بروكسل (بعثة)
- منظمة الأمن والتعاون في أوروبا
  - فيينا (تمثيلية)
- يونسكو
  - باريس (وفد دائم)
- الأمم المتحدة
  - نيويورك (بعثة دائمة)
  - جنيف (بعثة دائمة)
- منظمة التجارة العالمية
  - جنيف (بعثة)

## روابط خارجية
- وزارة الشئون الخارجية